# Щеглов, Василий Павлович
Васи́лий Па́влович Щегло́в (1883—1930) — участник Белого движения на Юге России, командир 3-го Корниловского ударного полка, полковник.

## Биография
Из мещан. Уроженец города Тулы.
В 1907 году окончил Казанское пехотное юнкерское училище, откуда выпущен был подпоручиком в 159-й пехотный Гурийский полк. Произведен в поручики 25 октября 1911 года.
С началом Первой мировой войны был переведен в 303-й пехотный Сенненский полк, где назначен командиром нестроевой роты. Был награжден тремя орденами, в том числе орденом Св. Станислава 2-й степени с мечами. Произведен в штабс-капитаны 15 июля 1915 года «за выслугу лет», в капитаны — 21 мая 1917 года. В 1917 году был командиром батальона в том же полку.
В конце 1917 года прибыл на Дон в Добровольческую армию и вступил рядовым в офицерскую роту Корниловского ударного полка. Участвовал в 1-м Кубанском походе сперва рядовым в офицерской роте, а затем командиром батальона. В начале 2-го Кубанского похода был ранен. В июле 1919 года был назначен командиром 2-го батальона вновь сформированного 2-го Корниловского ударного полка. Затем был командиром 3-го батальона того же полка, а с 24 сентября 1919 года временно командовал полком. В ноябре 1919 года был назначен командующим 3-м Корниловским полком. 24 февраля 1920 года был утвержден в должности, а 29 февраля «за боевые отличия» произведен в подполковники с переименованием в полковники. 3—4 марта 1920 года 3-й полк понес большие потери при переправе через реку Кубань, однако по прибытии в Новороссийск полковник Щеглов не был предан суду или отстранен от командования — из-за общей неразберихи при эвакуации. В переписке с М. Н. Левитовым полковник Н. К. Румянцев, бывший помощником командира полка по строевой части и участвовавший в той переправе, критиковал Щеглова за принятые им решения.
В Русской армии состав 3-го полка пополнился, полковник Щеглов участвовал во всех боях в Северной Таврии. Награждён орденом Св. Николая Чудотворца
За то, что в бою 20 июня 1920 года у кол. Клефельд, впереди разворачивающихся батальонов своего полка, ринулся на шедшего навстречу густыми лавами противника, подавая пример решительности, находчивости и распорядительности, и продолжая вести лично свои батальоны, несмотря на губительный пулеметный и ураганный артиллерийский огонь. Противник не выдержав столь непоколебимого натиска наших стрелков, увлеченных примером своего начальника, бросился в беспорядке назад. Этот успех положил начало дальнейшему и окончательному разгрому корпуса Жлобы.
Был ранен и остался в строю при отходе с Перекопского вала на Юшуньские позиции. На 18 декабря 1920 года — в 9-й роте Корниловского полка в Галлиполи, с 24 декабря 1921 года был назначен командиром 3-го батальона Корниловского полка. Осенью 1925 года — в составе своего полка во Франции. В эмиграции там же. Возглавлял группу корниловцев в Париже. Скончался в 1930 году в Озуар-ла-Ферьер после продолжительной болезни. Похоронен на кладбище Сент-Женевьев-де-Буа.

## Награды
- Орден Святого Станислава 3-й ст. «за отлично-усердную службу и труды, понесенные во время военных действий» (ВП 1.11.1915)
- Орден Святой Анны 3-й ст. «за отлично-усердную службу и труды, понесенные во время военных действий» (ВП 8.10.1916)
- Орден Святого Станислава 2-й ст. с мечами (ВП 14.02.1917)
- Орден Святителя Николая Чудотворца (Приказ Главнокомандующего № 3705, 7/20 октября 1920)